# Yvette Williams
Yvette Corlett, nombre de nacimiento Yvette Winifred Williams (Dunedin, Nueva Zelanda, 25 de abril de 1929-Auckland, 13 de abril de 2019), fue la primera neozelandesa que consiguió una medalla de oro en unos Juegos Olímpicos ―en Helsinki 1952 en salto de longitud―; también es recordada por el récord mundial en la misma prueba conseguido en Gisborne en 1954 con una marca de 6.29 metros.

## Carrera deportiva
Fue una atleta versátil que consiguió una medalla de oro y otra de plata en los Juegos de la Commonwealth de 1950 celebrados en Auckland y tres medallas de oro más en los Juegos de la Commonwealth de 1954 de Vancouver; y a nivel nacional consiguió un total de 21 campeonatos en cinco disciplinas diferentes.
Se retiró antes de los Juegos Olímpicos de Melbourne 1956, aunque siempre se mantuvo cerca del deporte y trabajó como profesora de educación física.

## Palmarés
- Juegos Olímpicos de Helsinki 1952
  - Medalla de oro en salto de longitud.
  - Diploma olímpico (10.ª posición) en lanzamiento de disco.
  - Diploma olímpico (6ª clasificada) en lanzamiento de peso.

- Juegos de la Commonwealth de 1950
  - Medalla de oro en salto de longitud.
  - Medalla de oro en lanzamiento de jabalina.

- Juegos de la Commonwealth de 1954
  - Medalla de oro en salto de longitud.
  - Medalla de oro en lanzamiento de disco.
  - Medalla de oro en lanzamiento de peso.